# Atractomorpha crenaticeps
Atractomorpha crenaticeps är en insektsart som först beskrevs av Blanchard 1853.  Atractomorpha crenaticeps ingår i släktet Atractomorpha och familjen Pyrgomorphidae. Inga underarter finns listade i Catalogue of Life.